# Tommo Inc.
Tommo Inc. es una distributor y video games publisher American con sede en City of Industry, California, USA. Fue fundada en 1989, como una pequeña distribuidora de videojuegos independiente, que solo trabaja con juegos de importación. En la actualidad, Tommo, Inc. es una editora y fabricante de juegos a nivel mundo, así como de accesorios, que ha trabajado con PlayStation 2, PlayStation 3, PlayStation Portable, Xbox 360, Nintendo Wii, Nintendo DS, Steam, GOG.com, iTunes, Google Play y Amazon.com. En julio de 2013, Tommo compró Humongous Entertainment y más de 100 juegos clásicos de Atari, que se encontraban en bancarrota.
Tommo es propietaria de Tommo Mobile, con una línea de mercado exclusiva de accesorios para móviles con temática de SEGA, que debutó en 2013 y otra línea de productos en otoño de 2014.
Tommo también publica juegos con licencia junto a su empresa hermanada, UFO Interactive. Entre ellos se pueden destacar los juegos de disparos Raiden, Elminage Original, los títulos originales de Smart Girls, Smart Boys y Smart Kids y la saga Chuck E. Cheese en varias plataformas.
En enero de 2014, Tommo volvió a abrir la web de Humongous.com y varias redes sociales, con intención de resucitar dicha marca Humongous. También se hizo en iTunes, Google Play y la Amazon App Store; en 2014 docenas de títulos de Humongous debutaron en Steam (abril) y Amazon PC Digital Download (mayo).

## Juegos
| Año       | Juego                                    | Plataforma(s)                  | Editor | Distribuidor |
| --------- | ---------------------------------------- | ------------------------------ | ------ | ------------ |
| 2002/2003 | Space Raiders                            | PlayStation 2, GameCube        | Sí     | No           |
| 2006      | Jump Super Stars                         | Nintendo DS                    | No     | Sí           |
| 2006      | Jump Ultimate Stars                      | Nintendo DS                    | No     | Sí           |
| 2006      | Breath of Fire III                       | PlayStation Portable           | No     | Sí           |
| 2013      | Challenge of the Five Realms             | Microsoft Windows, OS X, Linux | No     | Sí           |
| 2013      | Command HQ                               | Microsoft Windows, OS X, Linux | No     | Sí           |
| 2013      | Dragonsphere                             | Microsoft Windows, OS X, Linux | No     | Sí           |
| 2013      | Darklands                                | Microsoft Windows, OS X, Linux | No     | Sí           |
| 2013      | Sid Meier's Colonization                 | Microsoft Windows, OS X, Linux | No     | Sí           |
| 2013      | Sid Meier's Covert Action                | Microsoft Windows, OS X, Linux | No     | Sí           |
| 2013      | BloodNet                                 | Microsoft Windows, OS X, Linux | No     | Sí           |
| 2013      | Silent Service                           | Microsoft Windows, OS X, Linux | No     | Sí           |
| 2013      | Silent Service II                        | Microsoft Windows, OS X, Linux | No     | Sí           |
| 2013      | The UnderGarden                          | Microsoft Windows              | No     | Sí           |
| 2013      | Tycoon City: New York                    | Microsoft Windows              | No     | Sí           |
| 2013      | Deadlock: Planetary Conquest             | Microsoft Windows              | No     | Sí           |
| 2013      | Deadlock II: Shrine Wars                 | Microsoft Windows              | No     | Sí           |
| 2013      | Sid Meier's Pirates!                     | Microsoft Windows, OS X        | No     | Sí           |
| 2013      | Pirates! Gold                            | Microsoft Windows, OS X, Linux | No     | Sí           |
| 2013      | 7th Legion                               | Microsoft Windows              | No     | Sí           |
| 2013      | Sword of the Samurai                     | Microsoft Windows, OS X, Linux | No     | Sí           |
| 2013      | Rex Nebular and the Cosmic Gender Bender | Microsoft Windows, OS X, Linux | No     | Sí           |
| 2013      | B-17 Flying Fortress: The Mighty 8th     | Microsoft Windows              | No     | Sí           |
| 2013      | Slave Zero                               | Microsoft Windows, Dreamcast   | No     | Sí           |
| 2013      | Redline                                  | Microsoft Windows              | No     | Sí           |
| 2013      | F-117A Nighthawk Stealth Fighter 2.0a    | Microsoft Windows              | No     | Sí           |
| 2013      | 1942: The Pacific Air War                | Microsoft Windows, OS X, Linux | No     | Sí           |
| 2013      | Eradicator                               | Microsoft Windows, OS X, Linux | No     | Sí           |
| 2013      | Knights of the Sky                       | Microsoft Windows, Linux       | No     | Sí           |
| 2013      | Fleet Defender: F-14 Tomcat Simulation   | Microsoft Windows, Linux       | No     | Sí           |
| 2013      | Hyperspeed                               | Microsoft Windows, OS X, Linux | No     | Sí           |
| 2013      | Shadow Ops: Red Mercury                  | Microsoft Windows              | No     | Sí           |
| 2015      | Bubsy Two-Fur                            | Microsoft Windows              | No     | Sí           |